# Siphona starkei
Siphona starkei är en tvåvingeart som först beskrevs av Louis-Paul Mesnil 1952.  Siphona starkei ingår i släktet Siphona och familjen parasitflugor. Inga underarter finns listade i Catalogue of Life.